# Leucochrysa colombia
Leucochrysa colombia är en insektsart som först beskrevs av Banks 1910.  Leucochrysa colombia ingår i släktet Leucochrysa och familjen guldögonsländor. Inga underarter finns listade i Catalogue of Life.